# منفذ الرقعي
منفذ الرقعي هو المنفذ الحدودي البري الثاني للمملكة العربية السعودية مع دولة الكويت، ويتبع جغرافياً محافظة حفر الباطن في المنطقة الشرقية بالمملكة العربية السعودية، يبعد عن العاصمة السعودية الرياض 610 كم عبر الطريق السريع 50، ويبعد عن العاصمة الكويتية مدينة الكويت 140 كم، تقوم بإدارة المنفذ كلٌ من وزارة الداخلية السعودية ووزارة المالية السعودية وتقدم الخدمات للمسافرين فيه من خلال الجوازات والجمارك والشرطة والمرور والهلال الأحمر السعودي وحرس الحدود والدفاع المدني.

## منفذ الرقعي الجديد
منفذ الرقعي الجديد يقع على مساحة إجمالية تبلغ (6,165,456) متراً مربعاً ويتضمن ساحات للمغادرة والقدوم مخصصة للمركبات بطاقة استيعابية تصل إلى (12) ألف مركبة يومياً، وساحات أُخرى لمغادرة وقدوم الشاحنات بطاقة استيعابية تصل إلى (2000) شاحنة يومياً، ومنطقة مخصصة لفحص البضائع وجميع الإرساليات بمختلف أصنافها.
المنفذ الجديد أفتتح بتاريخ 27 يونيو 2019م (24 شوّال 1440هـ) من قبل الأمير أحمد بن فهد بن سلمان نائب أمير المنطقة الشرقية.
تجاوزت تكلفة إنشاء المنفذ الجديد ملياراً وستمائة مليون ريال سعودي، ويُعد من المنافذ المثالية. جميع مرافقه التي تضم «المنطقة الإدارية» وتشمل (16) مبنى لجميع الجهات الحكومية والخاصة العاملة بالمنفذ، والساحات الجمركية والمنطقة السكنية ومحطات الكهرباء والمياه.

## مكونات المنفذ الجديد
تُعد المنطقة الإدارية من أهم مكونات المنفذ الجديد تتضمن (16) مبنى إدارياً للدوائر الحكومية العاملة بالمنفذ، والتي تشمل بالإضافة إلى إدارة الجمرك، مركز الرقعي، إدارة الجوازات، إدارة مكافحة المخدرات، الغرفة التجارية، مركز الشرطة، الدفاع المدني، المركز الإعلامي، المحجر الحيواني والنباتي، وغيرها من القطاعات، بالإضافة إلى منطقة سكنية تضم (320) وحدة للعاملين بالمنفذ مخصصة للعائلات والعُزاب، ومجمع سكني مخصص لمقاول الصيانة والخدمات، ومحطة لتوليد الطاقة الكهربائية بقدرة 50 ميجاوات، ومحطة لتحلية المياه خاصة بالمنطقة الإدارية بقدرة إنتاجية (630) متراً مكعباً يومياً، وأُخرى للمنطقة السكنية بنفس القدرة الإنتاجية، موضحاً أنه تم تغطية الساحات والمباني الإدارية بكافة الأنظمة المتقدمة للبيانات والمراقبة وتم تنفيذ شبكات متكاملة للمياه والصرف الصحي وكذلك الري لجميع مكونات المشروع.